# 재스민 마이라
재스민 마이라(영어: Jasmine Myra, 1994년~)는 영국의 재즈 알토 색소폰 연주자, 플루트 연주자, 작곡가 및 음악가이다.

## 생애
마이라는 리즈에서 태어났으며, 어린 나이부터 음악을 만들도록 교육을 받았다. 고등학교 때에는 색소폰을 배웠고, 많은 밴드에서 연주하기 시작했다. 마이라는 지역 청소년 재즈 오케스트라인 LYRJO에 속해있었고, 이후 리즈 예술 학교를 졸업했다.
마이라는 리즈 음악계의 일부로 남아 있었고, 보노보, 올라퍼 아르날즈, 케니 휠러 등 다양한 음악가의 영향을 받았다. 2019년에는 EP 《Bring to Light》를 발매했다. 2022년 곤드와나 레코드에서 발매된 첫 정규 음반 《Horizons》는 비평가들로부터 긍정적인 평가를 받았으며, 이듬해 몽트뢰 재즈 페스티벌에 출연했다. 2024년에는 매튜 할솔이 프로듀싱한 음반 《Rising》이 발매됐다.

## 디스코그래피
정규 음반
- 《Horizons》 (2022)
- 《Rising》 (2024)

EP
- 《Bring to Light》 (2019)